# Eghvard
Pour l’article homonyme, voir Eghvard (Syunik).
Eghvard ou Yeghvard (en arménien Եղվարդ) est une ville du marz de Kotayk, en Arménie. En 2008, elle compte 12 191 habitants en 2008.
Située à 18 km d'Erevan, elle voit son économie fondée sur l'industrie manufacturière.
La ville comprend une église Sourp Astvatsatsin (« Sainte-Mère-de-Dieu ») construite entre 1321 et 1328 d'un plan particulier : il est composé d'un carré à abside, surmonté d'un oratoire cruciforme et couronné d'une rotonde à douze colonnes.